# Vlag van Zijldijk

De vlag van Zijldijk

De vlag van Zijldijk werd op 26 oktober 1990 door het Nederlandse dorp Zijldijk in gebruik genomen. De dorpsvlag is ontworpen door mevrouw Vels uit Oosternieland.
De vlag bestaat uit vier ongelijke vlakken in de kleuren blauw en geel. De kleur blauw staat voor de zee en geel voor de koolzaadvelden. Op de voorgrond zijn twee openstaande deuren afgebeeld met daarachter een grote letter Z. De letter Z verwijst naar de eerste letter van het dorpsnaam. De deuren verwijzen (net als de plaatsnaam) naar de verdwenen uitwateringssluis (zijl) van de nu verzande rivier de Fivel. 
Bierum
· Boerakker-Lucaswolde
· Bourtange
· De Wilp
· Drieborg
· Eenum
· Farmsum
· Garrelsweer
· Hellum
· Jonkersvaart
· Kiel-Windeweer
· Leens
· Leermens
· Losdorp
· Marum
· Middelstum
· Noordlaren
· Nuis-Niebert
· Oldekerk, Faan en Niekerk
· Onstwedde
· Schildwolde
· Spijk
· Stedum
· Wehe-den Hoorn
· 't Zandt
· Zevenhuizen
· Zijldijk